# Palepicorsia ustrinalis
Palepicorsia ustrinalis là một loài bướm đêm trong họ Crambidae.